# Reedukace specifických poruch učení
Reedukací rozumíme soubor speciálněpedagogických postupů vedoucích ke změně stávajícího stavu postižené funkce. Jedná se zpravidla o metody rozvíjející narušené nebo nevyvinuté funkce. Jedná se o funkce zabezpečující dovednosti čtení, psaní, počítání a další percepčně motorické funkce.
Protože poruchy učení velmi výrazně zasahují do života dítěte a ovlivňují jeho výkonnost a úspěšnost ve většině školních předmětů, je nutno mít na mysli, že správná diagnostika a následné stanovení vhodné péče o žáka má nezastupitelné místo ve vzdělávacím systému. Reedukace poruch učení se pak řadí mezi základní a nezastupitelná opatření jeho zkvalitnění.
Při reedukaci je nutné respektovat základní zásady:
1. Znalost příčin dle diagnostiky poradenského zařízení
Toto vyšetření provází zpravidla pedagogicko-psychologická poradna a jeho výsledkem bývá nejčastěji zjištění nedostatečného vývoje psychických funkcí nutných k úspěšnému nácviku čtení (psaní, počítání). Tyto funkce jsou nutnou podmínkou pro zvládnutí školních povinností.
2. Reedukace navázaná na dosaženou úroveň dítěte
Jednotlivé funkce na sebe navzájem navazují a nelze očekávat úspěch, není-li respektována postupná výstavba funkcí bez ohledu na věk či osnovy třídy. Tato zásada nutně naráží na náš učební systém, protože v jednotlivých postupových ročnících jsou poměrně striktně stanoveny vzdělávací obsahy. Zvolená reedukační cvičení respektují určitou etapu nácviku dovedností.
3. Dobrý začátek a soustavná motivace pro úspěch
Řada žáků se specifickou poruchou učení se potýká nejen s hendikepem daným nezralostí, ale i se ztrátou sebedůvěry a podhodnocováním se. S tímto je nutno počítat a pracovat. Dobrým začátkem rozumíme taková cvičení, která s učením zdánlivě vůbec nesouvisejí a žák se jejich plněním zabývá s radostí. Přitom jimi jsou rozvíjeny ty dovednosti, které jsou pro utváření dovedností nutné (sluchové a zrakové vnímání, řeč, cvičení motoriky a vizuomotorické koordinace, pravolevé orientace, grafomotoriky a další).
4. Multisenzoriální přístup
Zapojení hmatu, manipulace, zraku, sluchu výrazně zlepšuje nácvik potřebných dovedností. Jako příklad si vezměme využití měkkých a tvrdých kostek při nácviku rozlišování měkkých a tvrdých souhlásek.
5. Individuální proces
Postup reedukace je utvářen pro každého konkrétního žáka dle jeho potřeb. Zde je zřejmá souvislost s bodem číslo jedna, kdy znalost příčin obtíží u žáka předpokládá rozvoj konkrétních funkcí. Činnost tedy probíhá s jedním žákem nebo s takovou skupinou, která umožňuje věnovat se každému žáku zvlášť (v počtu do pěti žáků).
6. Vycházíme ze zájmů dítěte
Pro počáteční navázání kontaktu jsou využívány zájmy dítěte a je necháváno samotné hovořit o tom, co má rádo. Také diagnostiku psaného projevu je prováděna na základě kratičkého textu (několika slov či krátkých vět) o dítěti příjemných věcech.
7. Reálné výsledky reedukace a sebehodnocení
Protože nelze předem určit ani výsledky reedukace ani dobu, po jakou se jí bude s žákem věnováno, nelze ani rodičům ani žákovi dávat konkrétní výsledky k očekávání. Předchází se tak jejich případnému zklamání při neúspěchu. Někdy ani přepečlivá práce ve škole, v poradně i doma nevede ke zlepšení, a proto nelze garantovat.
8. Zaměření na celou osobnost žáka
Je nutné respektovat zdravotní stav, rodinné prostředí a způsob výchovy, prostředí školy, připravenost učitelů a osobnostní předpoklady žáka pro práci. Činnost nemá být zaměřena na dril nácviku čtení a psaní, ale aktivně se zapojují všechny oblasti života žáka tak, aby byl neustále motivován, byl schopen sebehodnocení a reflexe činnosti.
Reedukace je zaměřena na tyto oblasti:
- reedukace funkcí podmiňujících poruchu
- utváření dovedností čtení, psaní a počítání
- vedení žáka k respektování sebe sama, naučení žít s poruchou

Mezi nejčastější chyby při reedukaci patří hubování, vymáhání slibů, urážky, nadávky, dávání sourozenců (spolužáků) za vzor. To vede k pocitům méněcennosti, zatvrzelosti, lítosti a negaci k úspěšnějším. Dále je chybou dril ve formě dennodenního psaní diktátů stejným způsobem, opakovaného čtení a další. Za reedukaci nelze považovat doučování nebo necílenou nahodilou činnost nevedoucí ke zlepšení, ale naopak k demotivaci a ztrátě zájmu žáka.